# Pseudopostega ferruginea
Pseudopostega ferruginea là một loài bướm đêm thuộc họ Opostegidae. Nó là loài đặc hữu của Tây Indies, được tìm thấy ở Puerto Rico và St. Thomas.
Chiều dài cánh trước là 2.1-2.9 mm. Con trưởng thành bay vào tháng 3 và tháng 7 và chủ yến có màu trắng.